# ウィークエンドサテライト
ウィークエンドサテライト（WEEKEND SATELLITE）は、テレビ東京で放送されたニュース番組。
2001年10月6日から半年間、『ワールドビジネスサテライト』の姉妹番組として登場。スタジオに3名程ゲストを招いてVTR特集と付随してスタジオトークを展開する。『ニュースモーニングサテライト』同様にニューヨークから中継リポートがある。
放送時間は土曜 8:30〜9:25。前身の土台としては日曜昼に放送した『週刊経済王』が挙げられる。
この番組終了後、半年のブランクを経て2002年10月から『ワールドビジネスサテライト土曜版』がスタートした。

## 出演者
- 大浜平太郎
- 塩田真弓

コメンテーターは主にWBSコメンテーターらが出演。

## 補足
- 原則として関東ローカルで、日経CNBCが当日昼にディレイ放送。
- この時間の後番組は8:30 - 9:00に『わがまま☆フェアリー ミルモでポン!』、9:00 - 9:30に『フォルツァ!ひでまる』が組まれ、以降この時間は土曜日朝アニメ枠として編成されている。

| テレビ東京およびTXN系列 土曜朝のTXNニュース                      | テレビ東京およびTXN系列 土曜朝のTXNニュース | テレビ東京およびTXN系列 土曜朝のTXNニュース                                    |
| 前番組                                                           | 番組名                                      | 次番組                                                                         |
| ---------------------------------------------------------------- | ------------------------------------------- | ------------------------------------------------------------------------------ |
| -----                                                            | ウィークエンドサテライト                    | -----                                                                          |
| テレビ東京 土曜朝8:30 - 9:25枠                                   |                                             |                                                                                |
| 加藤寛のカンカンガクガク ※8:30 - 9:00住楽街ッチング ※9:00 - 9:30 | ウィークエンドサテライト                    | わがまま☆フェアリー ミルモでポン! ※8:30 - 9:00フォルツァ!ひでまる ※9:00 - 9:30 |